# François-Joseph de Hohenlohe-Schillingsfürst
François-Joseph, prince de Hohenlohe-Schillingsfürst (26 novembre 1787 – 14 janvier 1841) est le 1er prince de Hohenlohe-Schillingsfürst et le fondateur de la branche des ducs de Ratibor et des princes de Corvey.

## La vie et la famille
Le prince François-Joseph est le dixième enfant et le quatrième fils (mais le second à survivre), de Charles-Albert II de Hohenlohe-Waldenbourg-Schillingsfürst (1742-1796) et de sa deuxième épouse, la baronne Judith Reviczky de Revisnye (1751-1836). 
Lorsque son beau-frère Victor-Amédée de Hesse-Rheinfels-Rotenbourg meurt sans descendance, il lègue ses biens de Ratibor et Corvey à son fils, le prince Victor de Hohenlohe-Schillingsfürst, avec ses titres de duc de Ratibor et de prince de Corvey. La principauté vient de l'ancien monastère de Corvey en Westphalie, le duché de Ratibor est en haute-Silésie. Ce domaine est de 34 000 ha et se compose principalement de forêts.
Le 29 mars 1815 à Schillingsfürst, il épouse la princesse Caroline Frédérique Constance de Hohenlohe-Langenbourg, fille de Charles-Louis de Hohenlohe-Langenbourg et Amélie-Henriette de Solms-Baruth. 
Ils ont les enfants suivants:
- Thérèse Amélie Judith de Hohenlohe-Schillingsfürst (1816-1891), épouse son cousin Frédéric-Charles de Hohenlohe-Waldenbourg-Schillingsfürst (1814-1884)
- Victor Ier de Hohenlohe-Ratibor, duc de Ratibor, prince de Corvey (1818-1893), épouse la princesse Amélie de Fürstenberg (1821-1899), fille de Charles Egon II de Fürstenberg
- Clovis de Hohenlohe-Schillingsfürst (1819-1901), homme d'état, qui est Chancelier de l'Allemagne et le Premier Ministre de Prusse de 1894 à 1900; épouse la princesse Marie de Sayn-Wittgenstein-Berlebourg
- Philippe Ernest de Hohenlohe-Schillingsfürst (1820-1845), décédé célibataire et sans descendance
- Amélie Adelheid de Hohenlohe-Schillingsfürst (1821-1902), épouse contre la volonté de sa famille, le peintre Richard Lauchert
- Gustave-Adolphe de Hohenlohe-Schillingsfürst, cardinal (1823-1896)
- Joseph de Hohenlohe-Schillingfürst (1824-1827), est décédé dans la petite enfance
- Constantin de Hohenlohe-Schillingfürst (de) 1828-1896), Obersthofmeister et Général de Cavalerie dans l'Autriche-Hongrie; marié à Marie de Sayn-Wittgenstein (1837-1920). Parmi ses descendants, Gottfried von Hohenlohe-Schillingsfürst (qui épouse l'Archiduchesse Henriette d'Autriche-Teschen) et Konrad zu Hohenlohe-Waldenburg-Schillingsfürst (dont la fille de la princesse Franziska zu Hohenlohe-Waldenburg-Schillingsfürst est devenue la belle-sœur de Charles, dernier Empereur d'Autriche)
- Élise Adélaïde Caroline Clotilde Ferdinande de Hohenlohe-Schillingsfürst (1831-1920), épousa le prince Charles de Salm-Horstmar, sans enfants.